# 张巷站
张巷站位于江西省宜春市丰城市，是京九铁路的一座火车站，等级为四等站，距北京西站1511公里，距常平站804公里，本站及相邻上下行区间均为电气化区段。站址在江西省丰城市张巷镇。建于1996年。本站只办理货运，不办理客运业务。